# Nieva de Cameros
Pour les articles homonymes, voir Nieva (homonymie).
Nieva de Cameros est une commune de la communauté autonome de La Rioja, en Espagne.

## Démographie
| 1900 | 1910 | 1920 | 1930 | 1940 | 1950 | 1960 | 1970 | 1981 |
| ---- | ---- | ---- | ---- | ---- | ---- | ---- | ---- | ---- |
| 713  | 728  | 524  | 546  | 505  | 480  | 349  | 181  | 146  |

| 1991 | 2001 | 2011 | - | - | - | - | - | - |
| ---- | ---- | ---- | - | - | - | - | - | - |
| 120  | 100  | 100  | - | - | - | - | - | - |

## Administration

### Conseil municipal
La ville de Nieva de Cameros comptait 90 habitants aux élections municipales du 26 mai 2019. Son conseil municipal (en espagnol : Pleno del Ayuntamiento) se compose donc de 3 élus.
| Parti | Parti                | Voix | %       | Élus  |
| ----- | -------------------- | ---- | ------- | ----- |
|       | Indépendant (AENM)   | 45   | 59,21 % | 2 / 3 |
|       | Parti populaire (PP) | 31   | 40,79 % | 1 / 3 |

### Liste des maires
| Mandat    | Maire | Maire                         | Parti       |
| --------- | ----- | ----------------------------- | ----------- |
| 1979-1983 |       | Lorenzo Brieva Lomo           | UCD         |
| 1983-1987 |       | Pedro Antonio de la Hera Lora | Indépendant |
| 1987-1991 |       | Pedro Antonio de la Hera Lora | Indépendant |
| 1991-1995 |       | Pedro Antonio de la Hera Lora | PP          |
| 1995-1999 |       | José Carlos Fernández Nobajas | PP          |
| 1999-2003 |       | José Carlos Fernández Nobajas | PP          |
| 2003-2007 |       | José Carlos Fernández Nobajas | PP          |
| 2007-2011 |       | José Carlos Fernández Nobajas | PP          |
| 2011-2015 |       | José Carlos Fernández Nobajas | PP          |
| 2015-2019 |       | José Carlos Fernández Nobajas | PP          |
| 2019-2023 |       | Inmaculada Sáenz González     | Indépendant |